# نورمنهرست، نیو ساوت ولز
نورمنهرست (به انگلیسی: Normanhurst) یک حومه شهر در استرالیا است که در نیو ساوت ولز واقع شده‌است.